# Ivans Xtc
Ivans Xtc (gestileerd als ivansxtc) is een Brits-Amerikaanse dramafilm uit 2000, geregisseerd en mede geschreven door Bernard Rose. De film, losjes gebaseerd op de novelle De dood van Ivan Iljitsj uit 1886 van Lev Tolstoj, werd ook geïnspireerd door de opkomst en ondergang van talentagent Jay Moloney.

## Verhaal
Het verhaal speelt zich af in het hedendaagse Los Angeles. Ivan Beckman, een machtige filmagent en baas van een artistiek bureau sterft. Nadat ze het verhaal met een tragisch einde zijn begonnen, keren de hoofdrolspelers chronologisch terug naar de dagen van het grootste succes van Beckman en zijn gezelschap. Onmatigheid in seks en alcohol ontwikkelt zich tot drugsverslaving. Innerlijke eenzaamheid is de prijs die je moet betalen voor publiciteit en succes.

## Rolverdeling
| Acteur                 | Personage       |
| ---------------------- | --------------- |
| Danny Huston           | Ivan Beckman    |
| Peter Weller           | Don West        |
| Lisa Enos              | Charlotte White |
| James Merendino        | Danny McTeague  |
| Adam Krentzman         | Barry Oaks      |
| Sarah Danielle Madison | Naomi           |
| Tiffani Thiessen       | Marie Stein     |
| Dan Ireland            | Ted Zimblest    |
| Lisa Henson            | Margaret Mead   |
| Hal Lieberman          | Lloyd Hall      |
| Valeria Golino         | Constanza Vero  |
| Angela Featherstone    | Amanda Hill     |
| Victoria Silvstedt     | Melanie         |

## Release
De film ging in première op 12 september 2000 op het Internationaal filmfestival van Toronto.

## Ontvangst
Op Rotten Tomatoes heeft Ivans Xtc een waarde van 78% en een gemiddelde score van 6,90/10, gebaseerd op 32 recensies. Op Metacritic heeft de film een gemiddelde score van 67/100, gebaseerd op 14 recensies.

## Prijzen en nominaties
| Jaar | Prijs                            | Categorie                                | Genomineerde(n)                          | Uitslag     |
| ---- | -------------------------------- | ---------------------------------------- | ---------------------------------------- | ----------- |
| 2002 | British Independent Film Award   | Beste internationale onafhankelijke film | Beste internationale onafhankelijke film | Genomineerd |
| 2003 | Independent Film Festival Boston | Verhaal                                  | Bernard Rose                             | Gewonnen    |
| 2003 | Film Independent Spirit Award    | Beste regisseur                          | Bernard Rose                             | Genomineerd |
| 2003 | Film Independent Spirit Award    | Beste mannelijke hoofdrol                | Danny Huston                             | Genomineerd |
| 2003 | Film Independent Spirit Award    | Beste mannelijke bijrol                  | Peter Weller                             | Genomineerd |
| 2003 | Film Independent Spirit Award    | John Cassavetes Award                    | Bernard Rose & Lisa Enos                 | Genomineerd |